# 久我通平
久我 通平（こが みちひら）は、鎌倉時代前期の公卿。太政大臣・久我通光の長男。官位は正三位・右中将、越後権守。久我家6代。

## 経歴
以下、『公卿補任』、『尊卑分脈』の内容に従って記述する。
- 元久2年（1205年）3月9日、従五位下に叙される。
- 承元2年（1208年）12月29日、侍従に任ぜられる。
- 承元4年（1210年）1月6日、従五位上に昇叙。また同年12月24日、正五位下に昇叙。
- 建暦2年（1212年）1月13日、遠江権介を兼ねる。
- 建保2年（1214年）10月28日、右少将に任ぜられ、同年12月13日には禁色を許される。
- 建保3年（1215年）12月15日、左中将に任ぜられ、同日従四位下に昇叙。
- 建保4年（1216年）1月13日、因幡権介を兼ねる。
- 建保6年（1218年）1月5日、正四位下に昇叙。同年11月26日、春宮権亮を兼ねる。
- 承久元年（1219年）11月13日、従三位に叙され中将は元の如し。
- 承久3年（1221年）1月13日、越後権守を兼ねる。
- 貞応元年（1222年）11月26日、正三位に昇叙。
- 貞応2年（1223年）6月、高野山で出家。
- 嘉禄2年（1226年）、薨去。

## 系譜
- 父：久我通光（1187-1248）
- 母：藤原宗頼娘
- 正室：葉室光親娘
- 生母不明の子女
  - 男子：久我通教
  - 男子：久我基俊